# Jodzsu állomás
Jodzsu (Yeoju)  állomás a szöuli metró Kjonggang (Gyeonggang) vonalának állomása; Jodzsu (Yeoju) városában, Kjonggi (Gyeonggi) tartományban található, 2016. szeptember 24-én nyílt meg.

## Viszonylatok
| Kjonggang vonal                                                | Kjonggang vonal | Kjonggang vonal |
| -------------------------------------------------------------- | --------------- | --------------- |
| Szedzsongdevangnung (Sejongdaewangneung) Phangjo (Pangyo) felé | fő vonal        | végállomás      |